# 松岡金市
松岡 金市（まつおか きんいち、1950年1月24日 - ）は、愛知県出身のプロゴルファー。

## 来歴
1978年の美津濃プロ新人では池田富茂と共に69をマークし、渡辺三男・平林孝一に次ぐと同時に青木基正・藤木三郎を抑えての3位タイに入った。
1979年の中部オープンでは最終日に69をマークし、豊田明夫・坂東治彦・井上幸一を抑えると同時に柴田猛をプレーオフで破って優勝。
1987年の同大会を最後にレギュラーツアーから引退。

## 主な優勝
- 1979年 - 中部オープン